# Кубок Італії з футболу серед жінок
Кубок Італії з футболу серед жінок (італ. Coppa Italia di calcio femminile) — національний кубок Італії з футболу, призначений для жіночих футбольних команд, що проводиться під егідою Італійської федерації футболу і щорічно організовується жіночим футбольним дивізіоном тієї ж Італійської федерації футболу.
У турнірі беруть участь представники жіночої Серії А і Серії В, а переможець турніру грає проти чемпіона Італії в Суперкубку Італії.

## Фінали
| Рік       | Володар                   | Рахунок                      | Фіналіст              |
| --------- | ------------------------- | ---------------------------- | --------------------- |
| 1971      | «АКФ Рома»                | 1–0                          | «АКФ Фіорентина»      |
| 1972      | Фалькі Крічентезе         | 4–1                          | «Лаціо Любіам»        |
| 1973      | «Фалькі Астро»            | 2–1                          | «Лаціо Любіам»        |
| 1974      | «Падова»                  | 0–0 (6–5 пен.)               | «Лаціо Любіам»        |
| 1975      | «АКФ Мілан»               | 3–0                          | «Лаціо Любіам»        |
| 1976      | ГБК Мілан (2)             | 3–1                          | «Вальдобб'ядене»      |
| 1977      | «Лаціо Любіам»            | 1–1 (4–3 пен.)               | «ГБК Мілан»           |
| 1978      | «Конельяно»               | 4–1                          | «Лаціо Любіам»        |
| 1979      | «Конельяно» (2)           | 1–0                          | «Лаціо Любіам»        |
| 1980      | «Горгондзола»             | 1–0                          | «Аляска Гелаті Лечче» |
| 1981      | «Аляска Гелаті Лечче»     | 2–0                          | «АКФ Верона»          |
| 1982      | «Аляска Гелаті Лечче» (2) | 4–0                          | «Джоллі Джелаті Рома» |
| 1983      | «Мармі Трані»             | 1–1 (6–5 пен)                | «Тігулліо 72»         |
| 1984      | Не проводився             | Не проводився                | Не проводився         |
| 1985      | «Роі Лаціо» (2)           | 1–0                          | «Санітас Трані»       |
| 1985–86   | «Модена Євромобіль»       | 0–0 (5–4 пен)                | «Роі Лаціо»           |
| 1986–87   | Не проводився             | Не проводився                | Не проводився         |
| 1987–88   | «Модена Євромобіль»       | 2–1                          | «Трані 80»            |
| 1988–89   | «Джульяно»                | 2–2 (6–5 пен.)               | «Реджана Дзамбеллі»   |
| 1989–90   | «Джульяно» (2)            | 2–1                          | «Мілан 82»            |
| 1990–91   | «Вумен Сассарі»           | 0–0 (5–4 пен.)               | «Ф'яммамонца»         |
| 1991–92   | «Реджана Дзамбеллі»       | 5–1                          | «Ф'яммамонца»         |
| 1992–93   | «Реджана Дзамбеллі» (2)   | 3–0                          | «Наполі АКФ»          |
| 1993–94   | Г. Е. А. С.               | 0–0 (4-2 пен.)               | «Альяна»              |
| 1994–95   | «Торрес ФоС» (2)          | 1–1 (д), 2–1 (г)             | «Альяна»              |
| 1995–96   | «Луго»                    | 5–0 (д), 3–1 (г)             | «Ф'яммамонца»         |
| 1996–97   | «Альяна»                  | 1–0 (д), 1–2 (г)             | «Торіно»              |
| 1997–98   | «АКФ Мілан» (3)           | 3–1                          | «Луго»                |
| 1998–99   | «Лаціо КФ» (3)            | 4–2                          | «АКФ Мілан»           |
| 1999–2000 | «Торрес» (3)              | 2–0                          | «АКФ Мілан»           |
| 2000–01   | «Торрес» (4)              | 1–0                          | «Бардоліно Верона»    |
| 2001–02   | «Фороні» (Верона)         | 1–0                          | «Лаціо КФ»            |
| 2002–03   | «Ентерпрайз Лаціо» (4)    | 5–0                          | «Ф'яммамонца»         |
| 2003–04   | «Торрес» (5)              | 6–0                          | «Фороні» (Верона)     |
| 2004–05   | «Торрес» (6)              | 2–0                          | «Вігор Сенігаллія»    |
| 2005–06   | «Бардоліно Верона»        | 4–1                          | «Аіркарго Альяна»     |
| 2006–07   | «Бардоліно Верона» (2)    | 3–1 (д), 1–3 (г), (3:2 пен.) | «Торіно»              |
| 2007–08   | «Торрес» (7)              | 2–3 (д), 1–0 (г)             | «Бардоліно Верона»    |
| 2008–09   | «Бардоліно Верона» (3)    | 2–0                          | «Торрес»              |
| 2009–10   | «Реджана» (3)             | 1–1 (6–5 пен.)               | «Торрес»              |
| 2010–11   | «Торрес» (8)              | 3–0                          | «Таваньякко»          |

| Рік     | Володар                                        | Рахунок                                        | Фіналіст                                       |
| ------- | ---------------------------------------------- | ---------------------------------------------- | ---------------------------------------------- |
| 2011–12 | «Брешія»                                       | 3–2 дч                                         | «Наполі»                                       |
| 2012–13 | «Таваньякко»                                   | 2–0                                            | «Бардоліно Верона»                             |
| 2013–14 | «Таваньякко» (2)                               | 3–2                                            | «Торрес»                                       |
| 2014–15 | «Брешія» (2)                                   | 4–0                                            | «Таваньякко»                                   |
| 2015–16 | «Брешія» (3)                                   | 2–1                                            | «АГСМ Верона»                                  |
| 2016–17 | «Фіорентіна»                                   | 2–1                                            | «Брешія»                                       |
| 2017–18 | «Фіорентіна» (2)                               | 3–1                                            | «Брешія»                                       |
| 2018–19 | «Ювентус»                                      | 2–1                                            | «Фіорентіна»                                   |
| 2019–20 | Не проводився через пандемію COVID-19 в Італії | Не проводився через пандемію COVID-19 в Італії | Не проводився через пандемію COVID-19 в Італії |
| 2020–21 | «Рома»                                         | 0–0 (3–1 пен.)                                 | «Мілан»                                        |
| 2021–22 | «Ювентус» (2)                                  | 2–1                                            | «Рома»                                         |
| 2022–23 | «Ювентус» (3)                                  | 1–0                                            | «Рома»                                         |
| 2023–24 | «Рома» (2)                                     | 3–3 (4–3 пен.)                                 | «Фіорентіна»                                   |
| 2024–25 | «Ювентус» (4)                                  | 4–0                                            | «Рома»                                         |
| 2025–26 |                                                |                                                |                                                |
| 2026–27 |                                                |                                                |                                                |
| 2027–28 |                                                |                                                |                                                |
| 2028–29 |                                                |                                                |                                                |
| 2029–30 |                                                |                                                |                                                |

## Клуби, що ставали володорами кубку три рази і більше

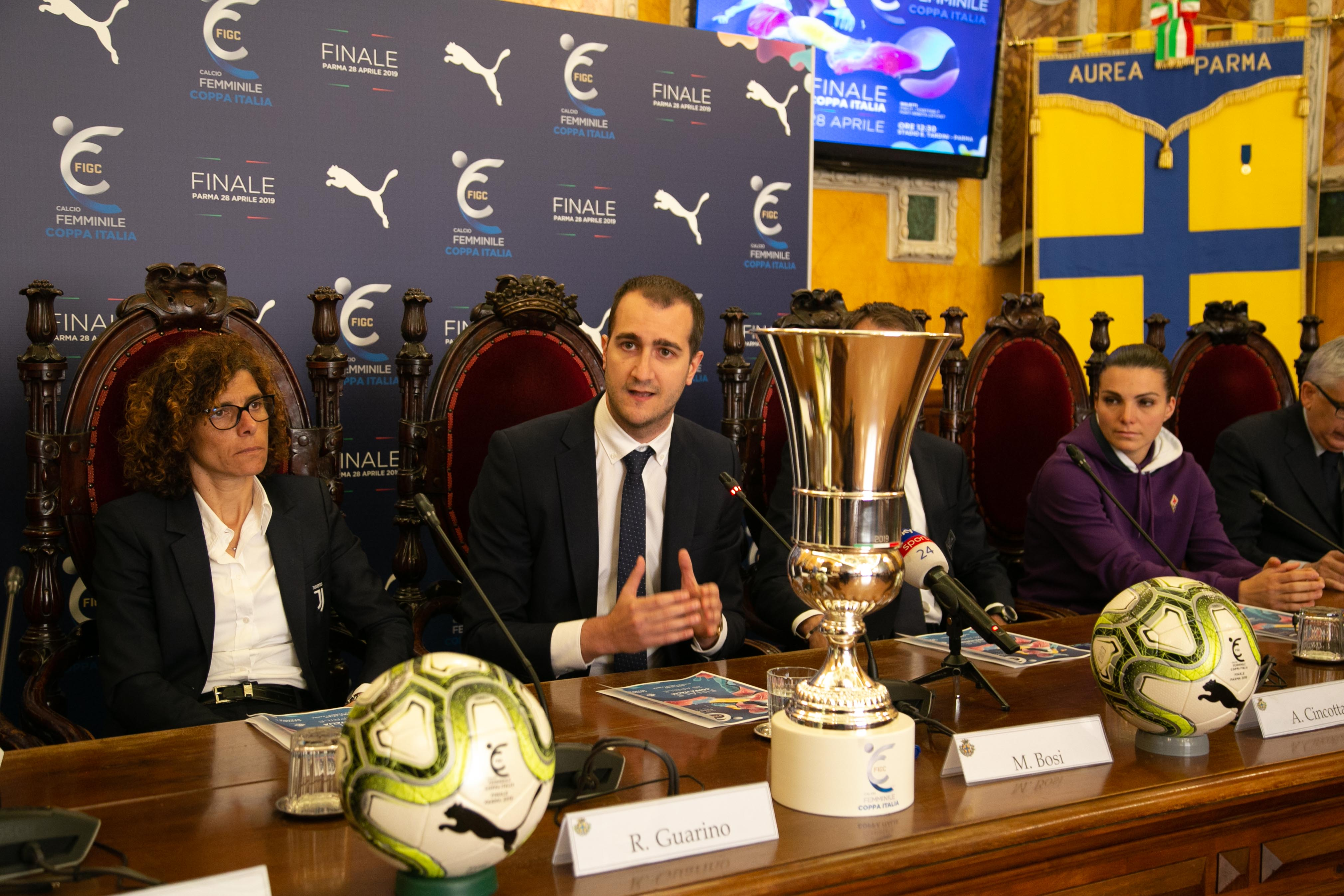
Coppa Italia di calcio femminile

| Місце | Клуб            | Переможець | Фіналіст | Остання перемога | Інші назви                                                  |
| ----- | --------------- | ---------- | -------- | ---------------- | ----------------------------------------------------------- |
| 1     | «Торрес»        | 8          | 4        | 2011             | «Вумен Сассарі», «Торрес ФоС»                               |
| 2     | «Лаціо»         | 4          | 8        | 2003             | «Лаціо Любіам», «Роі Лаціо», «Лаціо КФ», «Ентерпрайз Лаціо» |
| 3     | «Ювентус»       | 4          | 0        | 2025             |                                                             |
| 4     | «Геллас Верона» | 3          | 4        | 2009             | «Бардоліно Верона», «АГСМ Верона»                           |
| 5     | «АКФ Мілан»     | 3          | 3        | 1998             | «ГБК Мілан»                                                 |
| 6     | «Брешія»        | 3          | 2        | 2016             |                                                             |
| 7     | «Реджана»       | 3          | 1        | 2010             | «Реджана Дзамбеллі»                                         |